# Bythocypris bosquetiana
Bythocypris bosquetiana är en kräftdjursart som först beskrevs av Brady. Enligt Catalogue of Life ingår Bythocypris bosquetiana i släktet Bythocypris och familjen Bairdiidae, men enligt Dyntaxa är tillhörigheten istället släktet Bythocypris och familjen Bythocyprididae. Arten har ej påträffats i Sverige. Inga underarter finns listade.